# III Legislatura del Congreso Nacional de Venezuela
La III Legislatura del Congreso Nacional de Venezuela consiste en el listado de diputados y senadores por entidad federal que componen dicho órgano, quienes resultaron elegidos en las elecciones del 1 de diciembre de 1963 con el apoyo de distintos partidos políticos. En este período legislativo Acción Democrática obtuvo la mayoría en la Cámara de Diputados y en el Senado.

## Bancadas

### Senado
| Partido                                            | Escaños |
| -------------------------------------------------- | ------- |
| Acción Democrática                                 | 22      |
| Copei                                              | 8       |
| Unión Republicana Democrática                      | 7       |
| Independientes pro-Frente Nacional                 | 5       |
| Fuerza Democrática Popular                         | 4       |
| Partido Revolucionario de Integración Nacionalista | 1       |

### Diputados
| Partido                                            | Escaños |
| -------------------------------------------------- | ------- |
| Acción Democrática                                 | 66      |
| Copei                                              | 39      |
| Unión Republicana Democrática                      | 29      |
| Independientes pro-Frente Nacional                 | 22      |
| Fuerza Democrática Popular                         | 16      |
| Partido Revolucionario de Integración Nacionalista | 5       |
| Otros                                              | 2       |

## Senadores
| Entidad federal | Senador                      | Partido            |
| --------------- | ---------------------------- | ------------------ |
| Bolívar         | Horacio Cabrera Sifontes     | Independiente      |
| Miranda         | Vicente Emilio Sojo          | Acción Democrática |
| Nueva Esparta   | Luis Beltrán Prieto Figueroa | Acción Democrática |
| Sucre           | José Luis Salcedo Bastardo   |                    |
|                 | Armando Vegas Sánchez        | Copei              |
|                 | Luis Augusto Dubuc           | Acción Democrática |
|                 | José Enrique Machado         | Acción Democrática |
|                 | José Ramón Medina            |                    |

## Diputados
| Diputado                                | Entidad federal                  | Partido                       | Ref   |
| --------------------------------------- | -------------------------------- | ----------------------------- | ----- |
| David Brillembourg                      | Distrito Federal de Venezuela    | Copei                         |       |
| Isabel Carmona de Serra                 | Estado Apure                     | Acción Democrática            |       |
| José Ángel Ciliberto                    | Estado Anzoátegui                | Acción Democrática            |       |
| Domingo Guzmán Lander                   | Estado Anzoátegui                | Unión Republicana Democrática | [ 1 ] |
| Jaime Lusinchi                          | Estado Anzoátegui                | Acción Democrática            |       |
| Martín Antonio Rangel                   | Territorio Federal Delta Amacuro | Acción Democrática            |       |
| Luis Herrera Campíns                    | Estado Lara                      | Copei                         |       |
| Alirio Ugarte Pelayo                    | Estado Lara                      | Unión Republicana Democrática |       |
| Héctor Santaella (vicepresidente)       | Estado Miranda                   | Fuerza Democrática Popular    | [ 2 ] |
| Arturo Hernández Grisanti               | Estado Sucre                     | Acción Democrática            |       |
| Carlos Andrés Pérez                     | Estado Táchira                   | Acción Democrática            | [ 3 ] |
| César Rondón Lovera                     | -                                | Acción Democrática            |       |
| Manuel Vicente Ledezma (vicepresidente) |                                  | Acción Democrática            |       |
| Luis Alberto Machado                    | -                                | Copei                         | [ 4 ] |
| Ignacio Luis Arcaya (vicepresidente)    | -                                | Unión Republicana Democrática |       |
| Enrique Betancourt y Galíndez           | -                                | Unión Republicana Democrática |       |
| Dionisio López Orihuela                 | -                                | Unión Republicana Democrática |       |
| José Vicente Rangel                     | -                                | Unión Republicana Democrática |       |
| José Antonio Abreu                      | -                                | Frente Nacional Democrático   |       |
| José Vicente Abreu                      | -                                | Frente Nacional Democrático   | [ 5 ] |